# Driftin’ Slim
Driftin’ Slim (* 24. Februar 1919 in Keo, Arkansas; † 17. September 1977 in Los Angeles, Kalifornien) war ein US-amerikanischer Blues-Sänger, Gitarrist und Mundharmonikaspieler.
Er hat nicht nur als Driftin’ Slim Schallplatten aufgenommen, sondern auch als Model 'T' Slim und unter seinem wirklichen Namen Elmon Mickle.
| Personendaten    | Personendaten                                                       |
| ---------------- | ------------------------------------------------------------------- |
| NAME             | Driftin’ Slim                                                       |
| ALTERNATIVNAMEN  | Mickle, Elmon (wirklicher Name); Model 'T' Slim (Pseudonym)         |
| KURZBESCHREIBUNG | US-amerikanischer Bluessänger, -gitarrist und -mundharmonikaspieler |
| GEBURTSDATUM     | 24. Februar 1919                                                    |
| GEBURTSORT       | Keo, Arkansas, USA                                                  |
| STERBEDATUM      | 17. September 1977                                                  |
| STERBEORT        | Los Angeles, Kalifornien, USA                                       |